# Даниел Бернули
Вижте пояснителната страница за други личности с името Бернули.
Даниел Бернули (на немски: Daniel Bernoulli) е швейцарски математик и физик, член на математическата династия Бернули. Син е на Йохан Бернули и племенник на Якоб Бернули, брат на Йохан II Бернули и Николас II Бернули.

## Биография
Роден е на 8 февруари 1700 година в Гронинген, Холандия. През 1724 г. заминава за Санкт Петербург като професор по математика, но там не му харесва и болест през 1733 г. му послужила като претекст да напусне. Завръща се в Базелския университет, където последователно оглавява катедрите по медицина, метафизика и натурфилософия. Принуждава го баща му, който макар и отдал живота си на математиката, вярвал че от нея пари не могат да се спечелят.
Според сведенията Даниел бил в лоши отношения с баща си. Когато двамата се явили на научно състезание в Университета в Париж, Йохан не издържал на „срама“ да се сравнява със сина си и го изгонил от дома. Опитал дори да открадне ръкописа на книгата на Даниел „Хидродинамика“ и да я издаде от свое име под заглавие „Хидравлика“. Въпреки опитите на Даниел да се сдобри с баща си, Йохан Бернули изпитвал ненавист към него до смъртта си през 1748 г.
Умира на 17 март 1782 година в Базел на 82-годишна възраст.

## Приноси
Даниел Бернули е най-успешно реализиралият се учен от второто поколение на династията. Приносите му са в областите: диференциално и интегрално смятане, тригонометрия, механика на флуидите, теория на струните.
През 1728 той първи установява, че числовата редица {\displaystyle \lim _{n\to \infty }\left(1+{\frac {1}{n}}\right)^{n}} клони към математическата константа e.
Независимо от други математици, Даниел Бернули разработва методи за решаване на диференциални уравнения:
- уравнение на Рикати – 1724, една година след като граф Джакопо Рикати предлага метод за решаване на този тип уравнения, които започват да носят името му. Това е и първият математически труд на 24-годишния Даниел.
- метод с вариране на произволните константи – през 1740, независимо открит и от Ойлер и Лагранж.
- линейни хомогенни диференциални уравнения от втори ред с постоянни коефициенти – статията му е публикувана през 1751, 8 години след като Леонард Ойлер първи е предложил и публикувал същия метод, известен днес като „Метод на Ойлер“.

Занимава се с развитията на функции в тригонометични редове, като така достига до решението на задачата за трептенето на струна. Даниел Бернули е и първият учен, въвел специални символи за обратните тригонометрични функции: използва означенията AS за arcsin и At за arctg.
Най-значимия си труд „Хидродинамика“ Бернули публикува през 1738. Той е организиран по примера на „Аналитична механика“ на Лагранж, така че всички резултати да са следствия на един-единствен основополагащ принцип – в неговия случай, закона за запазване на енергията. В него формулира и станалото известно Уравнение на Бернули.
Следва мемоар върху теория на вълните и множество статии върху различни задачи по механика. Даниел Бернули е първият учен, опитал да формулира кинетична теория на газовете. Има принос и към икономическата теория с труда си „Експозе на нова теория за измерване на риска“, която полага икономическата теория за полезността, риска и премията от риска.